# Моравички каменоресци
Моравички каменоресци потичу из села смештених у сливу реке Моравице, од њеног изворишта на Голији, па све до Пожеге. Каменоресци из „горње” Моравице припадају ивањичком крају (географски, ово је предео старовлашких побрђа), а они из „доње” Моравице - ариљском.
Надгробни споменици моравичких мајстора тек се приметно разликују од остварења драгачевске школе и с правом сматрају њеним „југозападним наставком”. Простиру се на ширем простору Голије, Јавора и Мучња, а на запад до источних огранака Златибора.

## Моравички каменоресци

### Истакнути представници
- Вукашин Вукотић (1835-1887) из Бјелуше

- Мијаило Миле Поповић (1848-1886) из Свештице

- Димитрије Аврамовић (1850-1903) из Маћа

- Љубомир Трипковић (1881-1971) из Богојевића

### Мање познати мајстори
У другој половини 19. века у овом крају радили су и Раде Лазаревић из Бјелуше, Ненад Вујовић из Дубраве и Јован Луковић из Бедине Вароши.
У појединим местима моравичког краја надгробним каменорезаштвом бавиле су се читаве породице. У Свештици то су Савићи, Костићи и Димитријевићи, У Рашчићима чланови породице Мињовић, у Вигошту Јевтовићи и Ненадићи, а у Добрачама Миленко Николић.